# غنايوس كورنيليوس لينتولوس كلوديانوس
غنايوس كورنيليوس لينتولوس كلوديانوس، (ولد سنة 113 ق.م)  المعروف بقربه من بومبيوس الكبير، كان أحد قناصلة الجمهورية الرومانية. كان أحد جنرالات الفيالق التي واجهت سبارتاكوس في حرب العبيد الثالثة.